# 923 Herluga
A 923 Herluga (ideiglenes jelöléssel 1919 GB) a Naprendszer kisbolygóövében található aszteroida. Karl Wilhelm Reinmuth fedezte fel 1919. szeptember 30-án, Heidelbergben.